# 파브나구

방글라데시 파브나구

파브나구(벵골어: পাবনা জেলা)는 방글라데시 중부에 위치한 구로 행정 중심지는 파브나이다.  그곳은 경제적으로 중요한 지역이다. 행정 수도는 파브나 마을이다.

## 역사
고고학자 알렉산더 커닝엄은 "파브나"라는 이름이 방글라데시의 가장 오래된 도시인 보그라의 마하스탄가르를 수도로 했던 푼드라 문명 또는 푼드로보돈 문명에서 유래했을 것이라고 추측했지만, 이 가설은 학자들 사이에서 일반적으로 받아들여지지 않았다.
1859년부터 1861년까지 이 지역은 인디고 반란과 관련된 주요 지역 중 하나였다. 1873년 유수프샤히 시대가 시작되면서 농노들은 봉건 영주들(자민다르)의 과도한 임대료 인상 요구에 저항했고, 이들은 농업 동맹을 결성함으로써 새로운 부국인 바네르제와 드비젠드라나트 타고르가 이끌었다. 이 평화적인 운동은 부재한 봉건 영주들을 적대시했던 벵골의 부지사 조지 캠벨의 지지를 얻었다. 이러한 시위는 일반적으로 파브나 소요라고 불린다. 그 다음 해에, 그 지역은 기근으로 가장 큰 타격을 입은 지역 중 하나였다. 농민들의 요구는 마침내 1885년의 임대법으로 부분적으로 받아들여졌다.
1875년에는 보그라에서 다시 파브나로 옮겨졌고, 1879년에는 파브나와 보그라 구역에 대한 별도의 재판관직이 만들어졌다.

## 인구
| 연도     | 인구      | ±% p.a. |
| -------- | --------- | ------- |
| 1974     | 1,255,638 | —       |
| 1981     | 1,545,679 | +3.01%  |
| 1991     | 1,919,896 | +2.19%  |
| 2001     | 2,176,270 | +1.26%  |
| 2011     | 2,523,179 | +1.49%  |
| 2022     | 2,909,622 | +1.30%  |
| Sources: |           |         |

2011년 방글라데시 인구 조사에 따르면 파브나구는 2,523,179명의 인구를 가지고 있으며, 이 중 1,262,934명은 남성이고 1,260,245명은 여성이다. 농촌 인구는 2,135,504명(84.64%)인 반면 도시 인구는 387,675명(15.36%)이었다. 파브나구는 남성 47.83%, 여성 45.61%로 7세 이상 인구의 문맹률이 46.72%였다.

## 기후
| Pabna의 기후              | Pabna의 기후 | Pabna의 기후 | Pabna의 기후 | Pabna의 기후 | Pabna의 기후 | Pabna의 기후 | Pabna의 기후 | Pabna의 기후 | Pabna의 기후 | Pabna의 기후 | Pabna의 기후 | Pabna의 기후 | Pabna의 기후 |
| 월                        | 1월          | 2월          | 3월          | 4월          | 5월          | 6월          | 7월          | 8월          | 9월          | 10월         | 11월         | 12월         | 연간         |
| ------------------------- | ------------ | ------------ | ------------ | ------------ | ------------ | ------------ | ------------ | ------------ | ------------ | ------------ | ------------ | ------------ | ------------ |
| 일평균 최고 기온 °C (°F)  | 23.3 (73.9)  | 27.5 (81.5)  | 33.6 (92.5)  | 36.8 (98.2)  | 35.2 (95.4)  | 32.8 (91.0)  | 31.7 (89.1)  | 31.8 (89.2)  | 32.2 (90.0)  | 31.6 (88.9)  | 29.1 (84.4)  | 25.9 (78.6)  | 31.0 (87.7)  |
| 일일 평균 기온 °C (°F)    | 16.4 (61.5)  | 20.2 (68.4)  | 26.0 (78.8)  | 29.7 (85.5)  | 29.9 (85.8)  | 29.1 (84.4)  | 28.8 (83.8)  | 29.1 (84.4)  | 29.2 (84.6)  | 27.6 (81.7)  | 23.3 (73.9)  | 19.1 (66.4)  | 25.7 (78.3)  |
| 일평균 최저 기온 °C (°F)  | 9.6 (49.3)   | 12.9 (55.2)  | 18.5 (65.3)  | 22.8 (73.0)  | 24.6 (76.3)  | 25.6 (78.1)  | 25.9 (78.6)  | 26.4 (79.5)  | 26.2 (79.2)  | 23.6 (74.5)  | 17.5 (63.5)  | 12.4 (54.3)  | 20.5 (68.9)  |
| 평균 강수량 mm (인치)     | 19 (0.7)     | 18 (0.7)     | 34 (1.3)     | 56 (2.2)     | 159 (6.3)    | 300 (11.8)   | 260 (10.2)   | 294 (11.6)   | 242 (9.5)    | 201 (7.9)    | 17 (0.7)     | 3 (0.1)      | 1,603 (63)   |
| 평균 상대 습도 (%)        | 45           | 36           | 39           | 44           | 59           | 73           | 74           | 76           | 72           | 68           | 52           | 49           | 57           |
| 출처: National newspapers |              |              |              |              |              |              |              |              |              |              |              |              |              |

## 경제
파브나의 경제는 꽤 번창하고 있다. 많은 크고 작은 산업들과 산업들이 이곳에서 발전했다. 게다가 파브나에는 BSIC 산업도시가 있는데, 그곳에는 많은 산업 공장들이 있다.

### 관개
자무나강의 물은 베라 펌프 하우스에서 동쪽으로 바라강을 통해 퍼진다.